# Чепецкое сельское поселение (Кирово-Чепецкий район)
Чепецкое сельское поселение — муниципальное образование в составе Кирово-Чепецкого района Кировской области России.
Административный центр — посёлок Ключи.

## История
Чепецкое сельское поселение образовано 1 января 2006 года согласно Закону Кировской области от 07.12.2004 № 284-ЗО.

## Население
| 2010  | 2012  | 2013  | 2014  | 2015  | 2016  | 2017  |
| ----- | ----- | ----- | ----- | ----- | ----- | ----- |
| 2210  | ↗2285 | ↘2277 | ↘2230 | ↘2147 | ↘2094 | ↘2085 |
| 2018  | 2019  | 2020  | 2021  |       |       |       |
| ↗2087 | ↘2043 | ↘2024 | ↗2141 |       |       |       |

## Состав
В состав поселения входят 15 населённых пунктов (население, 2010):
| - посёлок Ключи — 977 чел.; - деревня Басиха — 8 чел.; - деревня Белые Чежеги — 3 чел.; - деревня Ефимовцы — 0 чел.; - деревня Каркино — 16 чел.; - деревня Лебеди — 2 чел.; - деревня Ореховцы — 64 чел.; - деревня Пелевичи — 62 чел.; | - посёлок Перекоп — 285 чел.; - деревня Поповщина — 32 чел.; - посёлок Пригородный — 678 чел.; - деревня Прохоры — 16 чел.; - деревня Салтыки — 60 чел.; - деревня Ситники — 2 чел.; - деревня Черные Чежеги — 5 чел. |

## История
Появлению административно-территориальной единицы в современных границах сельского поселения способствовало объединение этих земель в едином хозяйственном комплексе сельскохозяйственного предприятия. Совхоз «Чепецкий» был образован на основании приказа Министерства сельского хозяйства РСФСР от 5 ноября 1968 года № 603. В его состав вошли земли с населёнными пунктами из разукрупнённого совхоза «Перекоп» Кирово-Чепецкого района. Передача земель и населённых пунктов от одного совхоза вновь образованному произведена по акту 2 января 1969 года. Ранее на этих землях располагались следующие колхозы-предшественники совхоза «Перекоп»: «Социализм», «Социалист», «Дружные ребята», «Большевик», «Борец революции», «Достижение», «Труд крестьянина», «Ореховский», «Боец», «Маяк революции», «Новая жизнь», «Строитель», «Имени Ворошилова», «Красный боевик», «Красный Передовик», «Октябрьский труженик».
Кроме того, в новый совхоз вошло Цепелевское отделение и строящийся у Кирово-Чепецка тепличный комбинат (до мая 1963 года входили в состав Опытной станции животноводства и кормопроизводства (станция Просница).
Совхоз «Чепецкий» был расположен в Северо-Западной части Кирово-Чепецкого района Кировской области. Центральная усадьба совхоза — посёлок Ключи. Основная цель вновь образованного хозяйства: снабжение населения города и областного центра свежими овощами.

8 января 1969 года Исполнительным комитетом Кирово-Чепецкого районного совета депутатов трудящихся Кировской области издано решение № 1/13 «Об образовании Чепецкого сельского Совета депутатов трудящихся» (по ходатайству Просницкого сельского Совета от 28 декабря 1968 года о разукрупнении сельского Совета) в котором предусматривалось:
Образовать Чепецкий сельский Совет депутатов трудящихся, перечислив из Просницкого сельского Совета в Чепецкий населённые пункты: Ряби, пос. Перекоп, ж. д. казарма 32 км, Каркино, Белые Чежеги, Черные Чежеги, Злобино, Гарь, Басиха, Ефимовцы, Прохоры, завод «Керамик», Нагоряна, Салтыки, Шамагичи, Ключи, Лебеди, Пашки, Цепели, Ситники, Прокашевы, Ореховцы, Пелевичи, усадьбы машинно-мелиоративной станции, районное объединение «Сельхозтехника», перечислить из состава Долгановского сельского Совета в Чепецкий сельский Совет ж. д. казармы 4, 8 и 989 км.
Решением Кировского облисполкома от 25 декабря 1972 № 641 при объединении нескольких населённых пунктов Чепецкого сельского Совета в посёлок Пригородный ликвидирована и снята с регистрации деревня Ряби. Строящаяся центральная усадьба совхоза имеет такое же условное наименование «Ряби», но расположена согласно генплана в другом месте — в деревне Ключи, поэтому решением Исполкома Кирово-Чепецкого райсовета депутатов трудящихся от 26 июля 1974 года № 255 вновь строящуюся усадьбу переименовали в посёлок Ключи.
30 апреля 1976 года деревня Шамагичи и посёлок Ключи объединены в один населённый пункт — посёлок Ключи.
В сентябре 1979 года в посёлке Ключи была открыта средняя школа, в новом школьном здании на 320 мест.
С 1 января 2006 года Чепецкий сельский округ преобразован в Чепецкое сельское поселение.